# Rāmpur (ort i Indien, Himachal Pradesh)
Rāmpur är en ort i Indien.   Den ligger i distriktet Kulu och delstaten Himachal Pradesh, i den norra delen av landet, 300 km norr om huvudstaden New Delhi. Rāmpur ligger 992 meter över havet och antalet invånare är 6 206.
Terrängen runt Rāmpur är huvudsakligen mycket bergig. Rāmpur ligger nere i en dal. Runt Rāmpur är det tätbefolkat, med 762 invånare per kvadratkilometer. Rāmpur är det största samhället i trakten. Trakten runt Rāmpur består till största delen av jordbruksmark.